# KV34
A KV34 no Vale dos Reis em Egito, é a tumba do faraó Tutemés III da décima oitava dinastia.

## Descrição
Uma das primeiras tumbas a ser cavada no vale, ela foi cavada no penhasco mais afastado do vale, uádi. A tumba (em formado de L) é composta por um corredor íngreme descendente com um lance de escadas que leva a poço profundo, depois à uma antecâmara, mais um lance de escadas descendentes e enfim à câmara do sarcófago, com dois pilares e quatro câmaras menores nas laterais (veja o planta desta tumba no site abaixo).
Muitas das decorações são de um estilo incomum e não é encontrada em nenhuma outra câmara do Vale. Em um fundo amarelo-alaranjado (tensionando reproduzir a cor de papiro velho), a mais moderna versão de Amduat é traçada, representando os deuses egípcios em formas simples (quase infantis) em estilo escrito em papiro. A Litania de Rá também aparece na câmara do sarcófago, com um execução similar. Além disso, nas escadaria para ô sarcófago, pode-se ver a marca deixada pelos construtores da tumba.
A tumba foi saqueada na antiguidade e tinha desaparecido até ser redescoberta e escavada pela primeira vez por Victor Loret.